# Bjørn Rørholt
Bjørn Arnold Rørholt (* 27. August 1919 in Tyristrand; † 3. Mai 1993 in Oslo) war ein norwegischer Ingenieur, Offizier und ein Widerstandskämpfer im Zweiten Weltkrieg.

## Leben
Geboren als Sohn von Arnold Andersen Rørholt und Louise Fredrikke Rørholt in der Kommune Ringerike in der Provinz (Fylke) Buskerud, gut 40 km nordwestlich von Oslo, wuchs er in Aker auf (heute ein Stadtteil Oslos). Ab 1939 besuchte er die Norwegische Technische Hochschule (NTH), als am 9. April 1940 die deutsche Invasion Norwegens begann.
Er kämpfte gegen die Invasoren, geriet in Kriegsgefangenschaft, konnte aber im Herbst 1940 sein Studium wieder aufnehmen. Er war Funkamateur und Ende Januar 1941 gelang es ihm, über Funk Kontakt mit dem Secret Intelligence Service (SIS) in London aufzunehmen. Im August des Jahres wurde seine Funkstelle von den Deutschen geortet. Einige seiner Kommilitonen wurden verhaftet, doch ihm gelang die Flucht und er gelangte über Stockholm nach London. Als im Januar 1942 das deutsche Schlachtschiff Tirpitz nach Norwegen verlegt wurde, wurde er in sein Heimatland zurückgeschickt, musste aber nach kurzer Zeit erneut fliehen. Im Herbst 1942 ließ er sich zur Kompani Linge, einer Einheit des britischen Geheimdienstes Special Operations Executive versetzen. Dort diente er als Funk- und Chiffrierlehrer und konnte seine Verbesserungsideen einbringen. Im November 1944 wurde er mit einem kleinen Trupp zur Unterstützung und Verbindung bei der russischen Eroberung der Finnmark eingesetzt.
Nach dem Krieg ging er in die Vereinigten Staaten und war ein Jahr lang Erster stellvertretender Verteidigungsattaché an der norwegischen Botschaft in Washington. Anschließend nahm er sein Studium wieder auf, nun in Harvard, und schloss es 1948 mit dem Master of Science (M.Sc.) ab. Etwa ab 1950 begann er mit der Entwicklung einer Chiffriermaschine, genannt ETCRRM (Electronic Teleprinter Cryptographic Regenerative Repeater Mixer), die auf dem kryptographisch sicheren Prinzip eines One-Time-Tapes basierte (siehe auch: One-Time-Pad).
Ab 1953 war er Leiter der technischen Abteilung der neu gegründeten Forsvarets fellessamband (FFSB), einer gemeinsamen Organisation der norwegischen Streitkräfte. Im Jahr 1958 wurde er zum Oberst befördert und zum Leiter des FFSB ernannt, ab 1967 mit dem Titel eines Direktors. Seine militärische Laufbahn beendete er 1976 als Leiter der Elektronikabteilung im Nachschubkommando des Heeres. Anschließend wirkte er als selbständiger Berater für die Elektronikindustrie. Auch in fortgeschrittenem Alter blieb er aktiv und rege. So arbeitete er an der Entwicklung eines handlichen Radargeräts, das blinden und sehbehinderten Menschen helfen sollte.
Er verfasste zwei Bücher: Amatørspionen ‚Lerken‘ („Der Amateurspion Lerken“) und Usynlige soldater („Unsichtbare Soldaten“).
Bjørn Rørholt wurde 73 Jahre alt.

## Ehrungen (Auswahl)
Für seinen Kriegseinsatz wurde Bjørn Arnold Rørholt mit dem norwegischen Kriegskreuz mit Schwert ausgezeichnet. Darüber hinaus erhielt er den britischen Distinguished Service Order (D.S.O.).

## Schriften (Auswahl)
- Usynlige soldater. 1990. Buchdeckel.